# 桜井秀俊
桜井 秀俊（さくらい ひでとし、1968年6月6日 -  ）は、日本のミュージシャン。真心ブラザーズのメンバー。広島市で生まれ、神奈川県で育つ。神奈川県立横浜翠嵐高等学校、早稲田大学法学部卒業。血液型B型。妻は女優の山本雅子。

## 略歴
1988年、倉持陽一と共に真心ブラザーズを結成。
2001年から2005年の活動休止期間には「桜井秀俊&パイオニア・コンボ」、「Rosetta Garden」などで音楽活動をしたほか、1997年にはつぶやきシローとのユニット「セキララ〜つぶやきと桜井」としてシングル『フラワー・ジェネレーション』を発売している。

## 人物
『TV BROS.』に連載された「P.D.C.ノート」（2001年に双葉社より書籍化）の中で、当時のNHK歴史番組「堂々日本史」でアシスタントを務めていた山本雅子のキャミソール姿に執心していると記したことが縁となり、2000年4月に山本と結婚している。
2005年夏のツアーには、全ステージふんどし着用で臨んだらしい（公式サイトの日記より）。
カーネーションのファンを公言し、彼らのアルバム「エレキング」「天国と地獄」再発売の際にはフライヤーに推薦文を寄せている。
酒好きである。

## 作品

### 桜井秀俊名義
アルバム
- 『INTERIOR』キューン・ソニー(1999年4月1日)

シングル
- 『魔法の日々』キューン・ソニー(1999年2月27日)YO-KINGとのスプリット2枚組8cmCD。完全生産限定盤

### 桜井秀俊 & パイオニアコンボ名義
アルバム
- 『52minutes Moving On』 DAIKI（1995年1月1日）

シングル
- 『Beyond the note』 DAIKI（1995年1月1日）

- 『MAXIMUM X’MAS』　DAIKI（1997年1月16日）

#### 参加作品
- カーネーション『Parakeet&Ghost』（Parakeet Kelly (Reprise)）ギター演奏（1999年2月10日）
- ブロンソンズ 『スーパーマグナム』 LD&K Records（2003年10月8日）

### 作品
- NHK「ピタゴラスイッチ」挿入歌
  - 「かぞえてみよう」
  - 「つながりうた・もりのおく」
- KEIRINイメージソング「気分はOK!」（レコードセールスはされていないが8センチCD化されている）

## 参加作品
- カーネーション「Parakeet & Ghost」（1999年）

「Parakeet Kelly(reprise)」

## CM出演
- サッポロビール「北海道 生絞り」（2005年） - 中島みゆきと共演
- NTTコミュニケーションズ『“CreativE-Life” for Everyone　「あんしんなひつじ」篇』（2009年）